# Round of Applause
Round of Applause è un singolo del rapper statunitense Waka Flocka Flame, pubblicato nel 2011 ed estratto dal suo secondo album in studio Triple F Life: Friends, Fans & Family. Il brano vede la partecipazione del rapper canadese Drake.

## Tracce
- Download digitale

1. Round of Applause (featuring Drake) – 4:26

## Video
Il videoclip della canzone è stato diretto da Mr. Boomtown e pubblicato il 25 febbraio 2012.

## Classifiche
| Classifica (2011-2012) | Posizione raggiunta |
| ---------------------- | ------------------- |
| Stati Uniti            | 86                  |